# Kurgane bei Berel
Die Kurgane bei Berel befinden sich im Altaigebirge im  heutigen Kasachstan, ungefähr 7 km von dem eponymen Dorf Berel entfernt. Hier befinden sich mehrere skythische Grabhügel (Kurgane), deren Grabkammern reich an Fundmaterial waren. Vor allem organische Materialien blieben durch den Dauerfrost im Boden erhalten. Schon 1865 führte Wilhelm Radloff erste Ausgrabungen durch. Moderne Ausgrabungen finden seit 1998 statt. Die Kurgane gehören zum größten Teil den Skythen an, einige gehören aber auch ins frühe Mittelalter. Die skythischen Anlagen datieren vom Ende des 4. und vom frühen 3. Jahrhundert v. Chr. Der Dauerfrost in den Grabkammern ist das Ergebnis eines Mikroklimas, das beim Grabbau entstand, vor allem die beim Bau der Kurgane verwendeten Steine wirkten wie ein Kühlschrank und ließen die Gräber einfrieren.
Ein Großteil der Kurgane ist nach demselben Schema aufgebaut. Es wurde zunächst ein Schacht ausgegraben, in dem dann eine Holzkammer hineingebaut wurde. Dort wurde der Tote in einem Holzsarg mit dem Kopf nach Osten niedergelegt. Als Beigaben fanden sich Nahrungsmittel, Waffen und Haushaltsgegenstände. Daneben gab es auch ein bis siebzehn Pferde. Die Pferde lagen in der Regel nicht in der eigentlichen Grabkammer, sondern außerhalb von ihr, aber immer noch innerhalb des Grabschachtes. Über der Grabkammer wurde nach der Bestattung ein riesiger Hügel, der vor allem aus Geröllsteinen besteht, errichtet.
Kurgan 1 und Kurgan 11 fallen durch ihre besondere Größe und reiche Ausstattung auf und mögen überregional agierenden Fürsten gehört haben, während die anderen Kurgane Clanmitgliedern gehört haben mögen. In Kurgan 11 fanden sich die Reste eines Mannes und einer Frau. Der Mann starb in seinen 30er oder 40er Jahren. Die Frau war wahrscheinlich etwas älter. An dem Schädel des Mannes konnte eine Fraktur beobachtet werden. Mehrere Rippen waren gebrochen, aber dann verheilt. Der Mann starb wahrscheinlich keines natürlichen Todes. Die Mägen der Pferde dieses Kurgans konnten untersucht werden. Die Art ihrer letzten Nahrung lässt vermuten, dass sie im frühen Sommer beigesetzt wurden. Kurgan 36 war auch von besonderem Interesse, da die Grabkammer hier aus Steinen erbaut war. Sie scheint mit Holz ausgelegt worden zu sein, fand sich aber stark beraubt. Es fanden sich nur noch einige Knochen, etwas Goldblech und Perlen aus diversen Materialien. In diesem Kurgan fand sich eine einzelne Pferdebestattung.
Vor allem von den Pferdebestattungen, die sich öfters unberaubt fanden, stammen zahlreiche Objekte. Das Zaumzeug war reich mit Motiven im skythischen Tierstil dekoriert. Oftmals sind diese aus vergoldetem Holz gearbeitet. Es finden sich Darstellungen von Greifen, Raubkatzen oder Hirschen. Ein Sattel aus Holz und Filz war auch im skythischen Tierstil dekoriert.